# Свиђа ми се да ти не буде пријатно
Свиђа ми се да ти не буде пријатно је први студијски албум српског алтернативно рок састава Дисциплина кичме. Албум је објављен 1983. године за издавачку кућу Хелидон. Ремиксована верзија албума објављена је на компакт диск издању, на компилацијоном албуму Ове руке нису мале...1.
Албум је 1998. године изгласан за 27. најбољи међу 1000. најбољих рок и поп албума у књизи ЈУ 100: најбољи албуми југословенске и поп музике.